# Tomas Maier

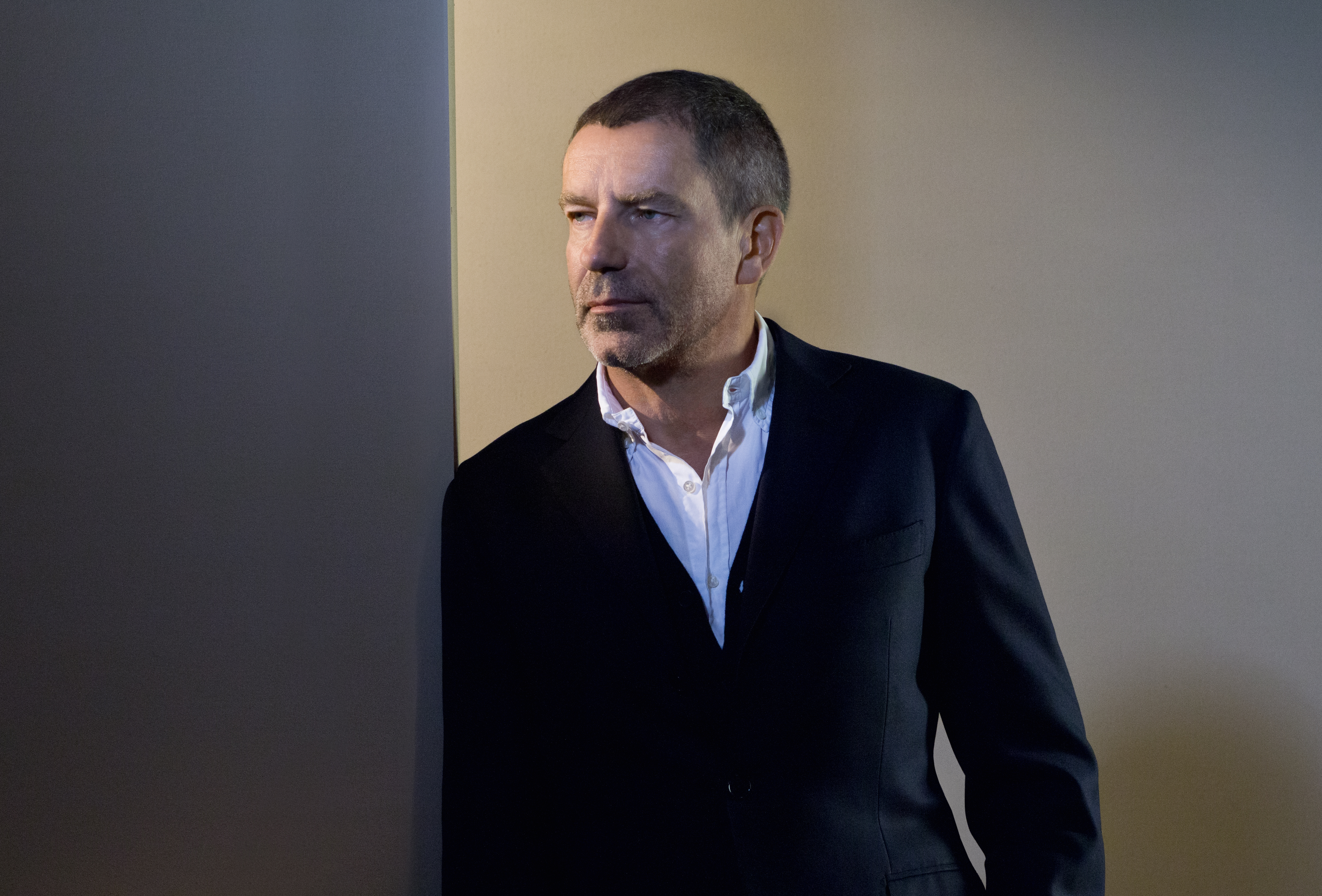
Tomas Maier

Tomas Maier (* 1957 als Thomas Maier in Pforzheim) ist ein deutscher Modedesigner. Er arbeitete bis 2018 in Florida für seine eigene, nach seinem vollen Namen benannte Modefirma und war von 2001 bis 2018 als Chefdesigner für Bottega Veneta tätig.
Maier wuchs als Sohn eines Architekten im Schwarzwald auf, besuchte eine Waldorfschule und ging mit 19 Jahren zur Ausbildung nach Paris an die École de la chambre syndicale de la couture parisienne. Danach arbeitete er fast zwanzig Jahre lang als Freiberufler unter anderem für Guy Laroche, Sonia Rykiel, Iceberg, Revillon Frères und Hermès, und hatte bis zu fünf verschiedene Auftraggeber gleichzeitig.
Mit 40 Jahren zog Maier nach Miami, Florida, und begann Badebekleidung unter seinem Namen zu entwerfen und zu verkaufen. Dazu gründete er 1997 zusammen mit seinem amerikanischen Lebensgefährten Andrew Preston, der in Paris für das State Department gearbeitet hatte, die Tomas Maier LLC. Aus stilistischen Gründen hatte Maier dazu das 'h' aus seinem Vornamen entfernt. Ein eigener Onlineshop wurde 1998 eröffnet; das erste Ladengeschäft wurde 2004 in Miami Beach eingeweiht. Weitere Geschäfte in East Hampton und Palm Beach folgten. Sein Designstudio verlegte Maier 2008 nach Delray Beach. Das Sortiment wurde schließlich um Bekleidung für Damen und Herren, Accessoires wie Handtaschen und Kleinlederwaren, Schuhe, Schmuck sowie (Sonnen-)Brillen erweitert. Ein in seinen Kollektionen verwendetes Markenzeichen ist eine stilisierte Palme. 2013 stieg Kering als Investor in das Unternehmen ein. 2014 und 2015 eröffneten zwei Ladengeschäfte in New York City; die übrigen Tomas Maier Geschäfte wurden danach geschlossen. 2014 entwarf Maier für Diptyque drei Duftkerzen. 2017 arbeitete Maier mit Puma zusammen und brachte seine Version des Sportschuhs Roma 1968 heraus. 2018 ging er eine Zusammenarbeit mit dem japanischen Einzelhändler Uniqlo über eine niedrigpreisige Modekollektion für Damen und Herren ein.
Ab 2001 arbeitete Maier auf Anfrage von Tom Ford als Kreativdirektor für Bottega Veneta, das damals von Gucci übernommen worden war. Maier und Ford kannten sich über Fords Lebensgefährten Richard Buckley seit Mitte der 1980er Jahre aus Paris. Maier, der in der Folge zwischen Mailand, New York City und Florida pendelte, entwarf für Bottega Veneta neben Taschen und Accessoires ab 2005 auch Bekleidung und schließlich Möbel, Uhren, Parfüm, Schmuck und Porzellan. Eine seiner Entscheidungen war es, bei Bottega Veneta auf deutlich sichtbare Logos zu verzichten. Für die Schmuckkollektionen arbeitete er mit Goldschmieden seiner Heimatstadt zusammen, bei Porzellan mit der KPM. Für Bottega Veneta entwarf Maier sechs Kollektionen pro Jahr. Die Tatsachen, dass sich die Umsätze von Bottega Veneta von 36 Millionen Euro im Jahr 2001 auf 1,3 Milliarden Euro im Jahr 2015 vervielfachten und sich die einst fast insolvente Modemarke erfolgreich im Luxussegment re-etablierte, werden in großen Teilen Maier zugutegehalten. Im Juni 2018 verkündete Kering, Muttergesellschaft von Bottega Veneta, dass Maier das italienische Modehaus nach 17 Jahren verlasse. In der Folge beendete Kering auch die Zusammenarbeit mit der Modemarke Tomas Maier, welche daraufhin eingestellt wurde.
Maier lebte ab den späten 1990er Jahren in Miami, von 2006 bis 2018 in Gulf Stream, Palm Beach County, und zog schließlich um nach Palm Beach. Er gilt als scheu, zurückhaltend und bescheiden. Maier wird in Modekreisen als wichtigster deutscher Modemacher nach Karl Lagerfeld bezeichnet.

## Auszeichnungen
- 2007: Forum-Preis der Fachzeitschrift Textilwirtschaft[19]